# دنیل کمیساروف
دانیل ساموئلوویچ (سمیونوویچ) کمیساروف (به روسی: Дании́л Самуи́лович (Семёнович) Комисса́ров، زاده ۱۹۰۷ آتامراد درگذشته ۲۰۰۸ مسکو) یک ایران‌شناس مشهور اهل روسیه و استاد برجسته ادبیات فارسی است.
وی سال‌ها به عنوان استاد در دانشگاه دولتی سن پترزبورگ فعالیت کرد و عضو آکادمی علوم اتحاد جماهیر شوروی سوسیالیستی بود. کمیساروف در آثار ادبی صادق هدایت به طور چشمگیری کار کرد. وی آثار شاعران کلاسیک فارسی را از جمله رودکی و نویسندگان معاصر مانند سیمین دانشور، صادق چوبک و سعید نفیسی را ترجمه کرد.